# Вайтчепел (станція)
51°31′10″ пн. ш. 0°03′40″ зх. д. / 51.519444° пн. ш. 0.061111° зх. д.

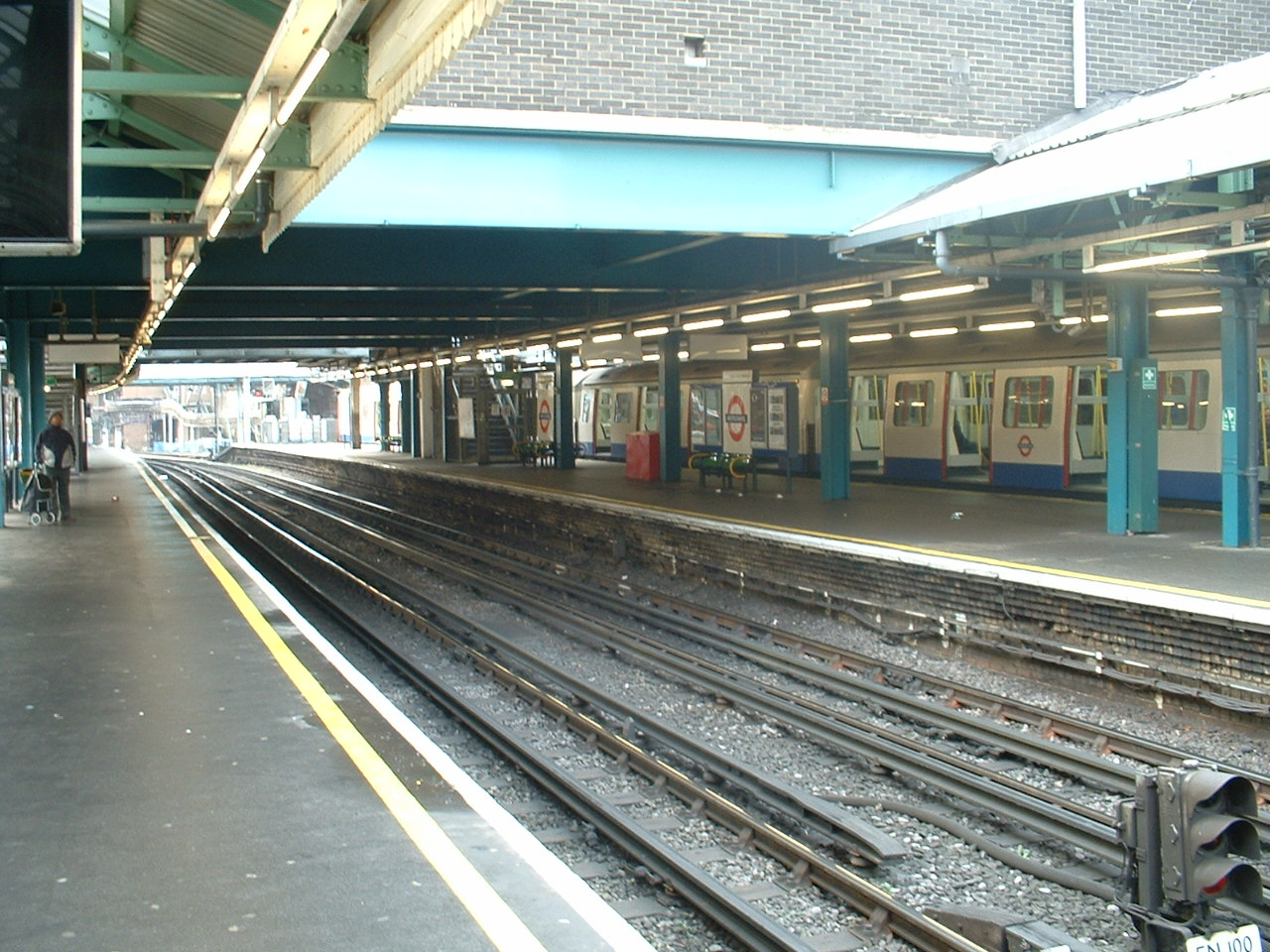
Платформа станції Вайтчепел, лінія Дистрикт

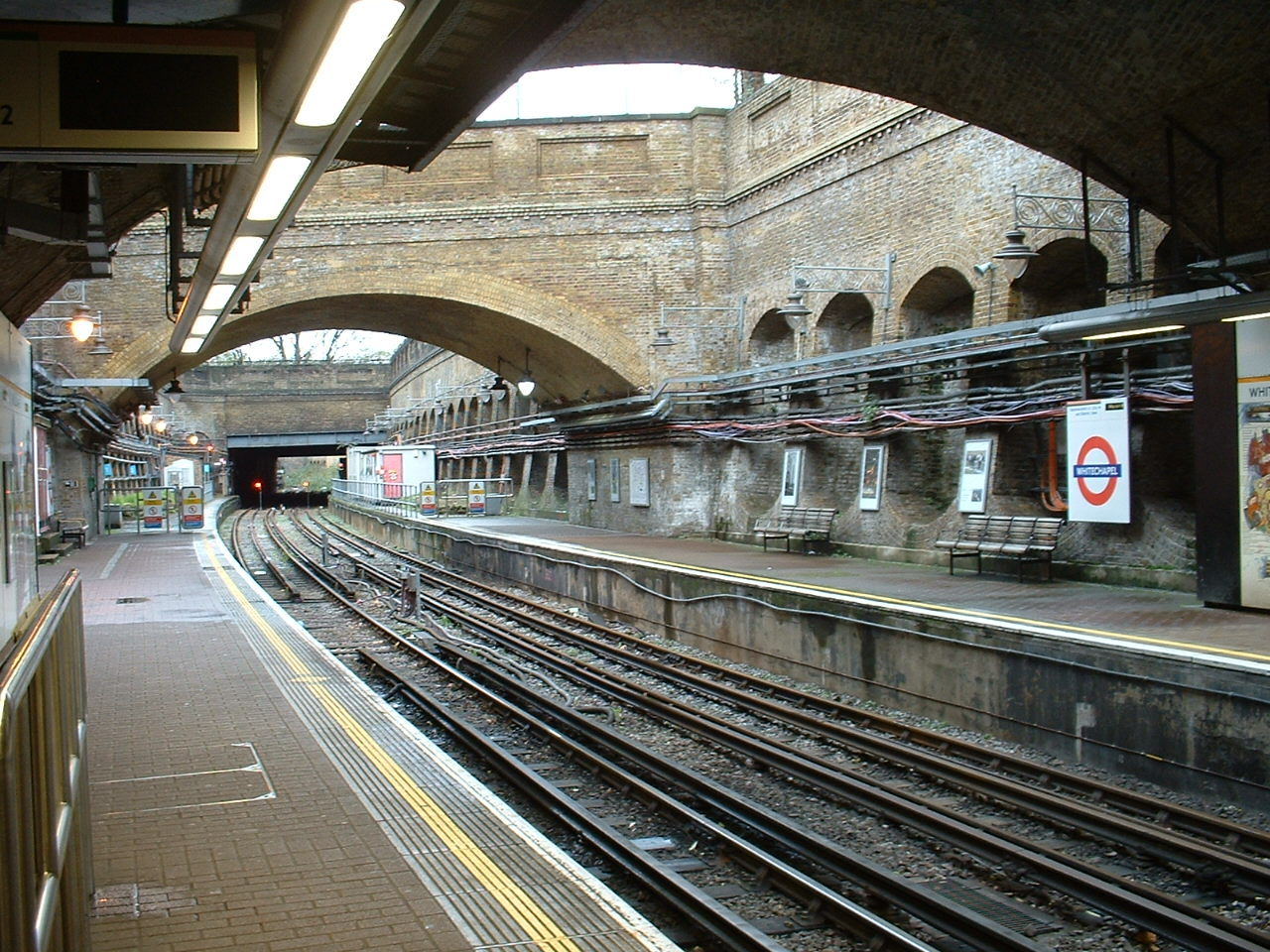
Платформа станції Вайтчепел, Східно-Лондонська лінія

Вайтчепел (англ. Whitechapel) — станція Лондонського метро, London Overground та Crossrail, для Лондонського метро обслуговує лінії Гаммерсміт-енд-Сіті та Дистрикт, для London Overground — Східно-Лондонську. Розташована у 2-й тарифній зоні, на вулицях Вайтчепел-роуд та Дурвард-стріт у районі Вайтчепел, Лондон, на лініях Гаммерсміт-енд-Сіті та Дистрикт між метростанціями Олдгейт-Іст та Степні-Грін, на London Overground — між Шордич-Хай-стріт та Шедвелл, на Crossrail — між Ліверпуль-стріт та Стратфорд або  Кенері-Ворф. Пасажирообіг на 2017 рік для National Rail — 14.443 млн. осіб, для Лондонського метро — 13.80 млн. осіб

## Історія
- 10. квітня 1876 — відкриття станції у складі East London Railway (ELR, сьогоденна Східно-Лондонська лінія)[8]
- 6 жовтня 1884 — відкриття платформ District Railway (DR, сьогоденна лінія Дистрикт)
- 1995–1998 — призупинення трафіку на Східно-Лондонській лінії
- 2007–2010 — призупинення трафіку на Східно-Лондонській лінії

## Пересадки
На автобуси London Buses маршрутів 25, 205, 254 та нічних маршрутів N25, N205, N253

## Послуги
| Попередня станція | Лінія                           | Лінія                                      | Лінія       | Наступна станція |
| ----------------- | ------------------------------- | ------------------------------------------ | ----------- | ---------------- |
| Олдгейт-Іст       |                                 | Лондонське метро Лінія Гаммерсміт-енд-Сіті |             | Степні-Грін      |
| Олдгейт-Іст       | Лондонське метро Лінія Дистрикт |                                            |             | Степні-Грін      |
| Ліверпуль-стріт   |                                 | Crossrail Elizabeth line                   |             | Стратфорд        |
| Ліверпуль-стріт   |                                 | Crossrail Elizabeth line                   | Кенері-Ворф |                  |
| Шордич-Хай-стріт  |                                 | London Overground Східно-Лондонська лінія  |             | Шедвелл          |